# وزغة صحراوية
الوزغة الصحراوية أو وزغة الحمم الصحراوية هي نوع من الوزغة المنزلية، كانت تصنَّف سابقاً كتحت نوع من الوزعة المنزلية المتوسطية قبل أن يعاد تصنيفها كنوع مستقلّ. النوع ليس معروفاً إلا من الصحراء البازلتية السورية، التي استمدَّت منها الوزغة اسمها، وقد وُصِفَت من 6 عيّنات كانت قد جُمِعت أثناء علميات استكشاف الصحراء السوداء السورية بين عامي 1994 و1996، والموقع الوحيد الذي تتواجد فيه هو أرض الكراع شرق محافظة السويداء. وذلك يجعلها أحد الأنواع القليلة المتوطّنة في سوريا. يبلغ طول الوزغة الصحراوية البالغة نحو 9 إلى 11 سنتيمتراً، ويترواح لونها من البني المصفرّ إلى البرتقالي المصفرّ، فيما أن لون السحالي اليافعة يكون برتقالياً تتخلَّه ستّ خطوطٍ بيضاء على ظهرها.